# T-Mail
T-Mail (от англ. Mail — почта) — популярный собственнический Фидонет‐мейлер, написанный Андреем Елкиным, более известный в Фидо как Andy Elkin (2:5030/15).
Программа может использовать для этой цели как модемное соединение между узлами сети, так и протокол TCP/IP для передачи почты между узлами сети. Есть версии для MS-DOS, Microsoft Windows 9x/NT, OS/2. Программа использует текстовый файл конфигурации. В комплекте имеются компилятор нодлиста (для преобразования списка членов сети в свой бинарный формат), и ещё несколько утилит.
Есть платная лицензия для использования в бизнес-целях и бесплатная — для частного использования фидошниками без получения выгоды.
Бизнес-версия программы используется во многих системах связи «Клиент-банк» как модемный транспорт.
T-Mail имеет код программы, так называемый FTSC Product Code, равный 00E0.